# Stichus
Stichus (Stico) è una commedia di Tito Maccio Plauto composta alla fine del III secolo a.C.
Nella didascalia della commedia si afferma che essa aveva come modello gli Adelphoi α di Menandro (di cui restano pochi frammenti) e che era stata rappresentata per la prima volta ai Ludi Plebeii (in novembre) nell'anno in cui erano edili Gneo Bebio e Caio Terenzio ed erano consoli Publio Sulpicio e Gaio Aurelio, cioè nel 200 a.C. Assieme allo Pseudolus (191 a.C.), è l'unica commedia di Plauto databile con sicurezza. John E. Thorburn ha ipotizzato che lo Stichus potesse contenere delle caratteristiche poi sviluppate nell’Amphitruo, che risulterebbe quindi posteriore al 200 a.C.

## Argumentum
Come in diciotto tra le commedie di Plauto, anche questa presenta un argumentum acrostico in versi per riassumere la trama. Le iniziali di ogni verso costituiscono il titolo della commedia. Gli argumenta delle commedie in realtà non sono stati creati da Plauto, bensì da Aurelio Opillo, vissuto in età cesarea e autore anche dei prologhi plautini.
(argumentum)

## Trama

### Atto I (vv. 1-154)
(Panegiride, vv. 1-6)
Nella prima scena due sorelle, Panegiride e Panfila (in realtà il nome Panfila è un'aggiunta successiva: Plauto non fa il suo nome), discutono riguardo all'assenza dei loro mariti, i fratelli Epignomo e Panfilippo, che sono partiti da tre anni e non hanno più dato loro notizie; sono preoccupate per il fatto che il padre Antifone vuole farle risposare e sono assolutamente contrarie, specialmente Panfila, che sostiene con forza la sacralità del legame matrimoniale.
L'atmosfera richiama quella della commedia borghese menandrea e le sorelle, in questa autentica "commedia della fedeltà", inscenano un ruolo "paratragico", richiamando la figura di Penelope.
Nella seconda scena arriva il vecchio Antifone, che, dicendo di volersi risposare, chiede alle figlie di istruirlo riguardo alle caratteristiche che deve avere una buona moglie; dopodiché svela le sue vere intenzioni, ma le sorelle difendono efficacemente la loro posizione e alla fine Antifone decide di andarsene. Panegiride manda la serva Crocozia a chiamare il parassita Gelasimo, dato che vuole mandare quest'ultimo al porto per controllare se sono arrivate navi dall'Asia.
Il breve prologo introduttivo di Antifone, che prima di parlare alle sorelle rimprovera i suoi servi, è probabilmente un'aggiunta di Plauto rispetto al modello greco, dato che affermazioni di questo tenore erano sempre gradite al pubblico romano. Le risposte delle sorelle alle domande circa la moglie ideale sono, per il pubblico romano, delle rassicuranti massime antifemministe: la virtus della buona moglie, definita solo come assenza di vitium, consiste nel non dare agli altri alcun motivo per sparlare di lei e nell'astenersi dal compiere azioni malvagie quando ne ha la possibilità. Risulta singolare che le due sorelle non riappaiano più dopo questo atto (a parte una breve apparizione di Panerigide nella terza scena del II atto).

### Atto II (vv. 155-401)
(Gelasimo, vv. 218-234)
Nella prima scena Gelasimo si presenta con un lungo monologo (presenta la sua genealogia, affermando che sua madre è la Fame, si lamenta del fatto che soffre la fame da tre anni e infine vende all'asta le sue spiritosaggini) e poi viene deriso da Crocozia, giunta per comunicargli l'incarico che Panegiride vuole affidargli; Gelasimo, pur di ottenere del cibo, accetta volentieri.
Il monologo di Gelasimo, "interamente giocato sul registro surreale di una continua "efflorescenza" metaforica e capace di usare la lingua come "uno strumento di proteiforme mitopoiesi"; esso presenta analogie sia coi modelli greci sia cogli altri monologhi dei parassiti di Plauto. Questo monologo fu criticato da Eduard Fraenkel, che lo definiva "un pasticcio composto di briciole d'ogni genere" attinte a monologhi di parassiti greci. Gelasimo presenta la sua genealogia con un tono che risulta parodico e paradossale, con un "registro retorico sostenuto" tipico della commedia greca. D. D. Leitao ha ravvisato nelle affermazioni di Gelasimo riguardanti la sua discendenza dalla Fame una parodia del Simposio di Platone.
Nella seconda scena Gelasimo vede arrivare dal porto Pinacio, che era stato incaricato in precedenza da Panegiride di andare al porto per lo stesso motivo; sta tornando a casa per annunciare una lieta notizia. Gelasimo lo segue e sotto la porta Pinacio gli profetizza che non otterrà cibo da nessuno.
Pinacio, parlando con sé stesso, si paragona addirittura ad un eroe tragico, facendo riferimento a Mercurio e all'araldo Taltibio: si tratta di una parodia del ruolo del messaggero nelle tragedie. Allo stesso modo Pinacio è stato visto anche come la parodia del generale che aspira al trionfo; André Boutémy, cercando le prove di un rimaneggiamento della commedia posteriore al 200 a.C., ipotizzava un riferimento al trionfo di Marco Fulvio Nobiliore del 187/186 a.C.
Nella terza scena Panegiride apre la porta a Pinacio e Gelasimo; Pinacio, dopo essersi fatto molto pregare, racconta che al porto è arrivata la nave di Epignomo e che anche Panfilippo sta per giungere; entrambi hanno accumulato ingenti ricchezze. Subito iniziano i lavori per ripulire la casa e Pinacio dirige il lavoro dei vari servi, mentre Gelasimo, che sperava di ottenere un invito a pranzo, sta a sentire con crescente gioia la lista dei beni che i due fratelli hanno riportato in patria, ma alla fine Pinacio lo raggela riferendogli che Epignomo e Panfilippo hanno preso con sé anche molti parassiti.
Boutémy, sempre per dimostrare che la commedia fu rimaneggiata dopo il 200 a.C.m paragonava le ricchezze accumulate da Epignomo, citate da Pinacio, a un passo di Tito Livio (L, 39, 6) che descrive la corruzione dell'armata d'Asia di Gneo Manlio Vulsone.

### Atto III (vv. 402-504)
Nella prima scena Epignomo racconta di aver fatto pace con Antifone, che l’ha accolto con grande benevolenza appena ha saputo delle ricchezze stipate sulle sue navi. Il suo servo Stico gli chiede una giornata di libertà ed Epignomo gliela concede, donandogli anche una giara di vino vecchio; Stico vuole passare una serata allegra con un suo compagno di schiavitù, Sagarino il Siro, e l'amichetta di entrambi, Stefania.
(Stico, vv. 446-448)
Nella seconda scena Gelasimo tenta di ottenere un invito a pranzo da parte di Epignomo: prima gli dice di venire a pranzo da lui, ma Epignomo rifiuta perché ha già invitato a casa sua Antifone e Panfilippo, e poi svela le sue vere intenzioni e gli chiede di essere invitato, ma Epignomo respinge la richiesta dicendo che ha già a casa nove ambasciatori di Ambracia. Gelasimo se ne va, sconsolato.
Boutémy, per il motivo di cui sopra, sostiene che Ambracia non ebbe importanza nella storia romana prima del 189 a.C.; secondo William M. Owens, invece, queste ambascerie possono riferirsi senza problemi al 200 a.C.

### Atto IV (vv. 505-640)
(Antifone, vv. 520-522)
Nella prima scena Antifone, dopo aver invitato a pranzo i fratelli per il giorno dopo, racconta loro questo apologo: un vecchio, simile a lui, chiede al genero, simile a Epignomo, di dargli per una notte la flautista che ha portato in patria, dato che lui in precedenza gli aveva dato la figlia come moglie; il giovane gliene dà quattro di propria spontanea volontà e il vecchio, in risposta, chiede anche del cibo, ma, dato che il giovane rifiuta, si accontenta delle quattro flautiste. Dopo aver raccontato questo apologo, Antifone va a fare il bagno. I due fratelli ridono tra loro, capendo che il vecchio in questo modo aveva mascherato una richiesta che intendeva fare lui stesso, e decidono di dargli una flautista.
Nella seconda scena Gelasimo tenta per l'ultima volta di ottenere un invito a pranzo, stavolta da parte di Panfilippo: gli chiede di non andare a pranzo da Epignomo e di pranzare nella sua casa, ovviamente invitando il parassita. Boutémy lega l'insicurezza delle strade menzionata da Gelasimo alla pratica dei Baccanali, vietati nel 186 a.C. Panfilippo rifiuta e assieme a Epignomo si prende gioco di Gelasimo, accennando al fatto che finché era stato il loro parassita aveva mandato in rovina il loro patrimonio.
(Epignomo, vv. 628 e 630-631)
Gelasimo torna a casa, manifestando il proposito di impiccarsi il giorno stesso per non morire di fame.
(Gelasimo, vv. 631-637)

### Atto V (vv. 641-775)
Nella prima scena Stico aspetta con impazienza l'arrivo di Sagarino.
Nella seconda scena Sagarino arriva e con Stico continua i preparativi per il banchetto, che si terrà a casa di Panfilippo.
Nella terza scena Stefania si presenta, dicendo che quella sera intratterrà i suoi amici Stico e Sagarino.
Nella quarta scena Stico e Sagarino, in presenza di un flautista, cominciano a bere il vino donato da Epignomo, a mangiare qualcosa e a cantare.
La legittimità di questo banchetto, celebrazione dei piaceri trasgressivi qui farsescamente celebrati, è ribadita dall'ambientazione greca.
Nella quinta scena entra Stefania e comincia a ballare con i due amici al suono del flauto; finiti i balli, i tre si spostano in un'altra stanza e Stico invita gli spettatori a tornare a casa per fare baldoria.
Nel finale della commedia il banchetto tocca l'acme del suo potenziale trasgressivo, che però è legittimato dall'ambientazione greca e servile; il mondo padronale romano non ne viene toccato.
(Stico, vv. 774-775)

## Personaggi principali

### Le mogli
Panegiride e Panfila, molto decise nel voler restare fedeli al marito, tengono testa al padre quando vuole farle risposare. Panfila fa frequente uso di vocaboli molto importanti nell'ambito della morale romana (i sostantivi officium e pietas, gli aggettivi aequom e bonus); può essere identificata coll'ideale romano della univira, la donna che si sposa una sola volta e, anche in caso di divorzio o vedovanza, non si risposa; inoltre, il suo elogio al padre (Unice qui unus civibus ex omnibus probus perhibetur) riecheggia la lingua dell'encomio a Lucio Cornelio Scipione. Panfila, quindi, risulta per molti aspetti romana.

### Il padre
Antifone, vecchio ed egoista, prima di entrare nella stanza delle figlie richiama degli schiavi a svolgere il loro officium; l'insistenza di Panfila su questa parola crea uno stridente contrasto tra le azioni di Antifone, che poi pretende dagli schiavi il rispetto dei loro officia ma poi esige che le figlie facciano l'esatto contrario.
Sconfitto dalle figlie, si riconcilia coi generi e nell'apologo che racconta loro distorce la morale romana, presentando come aequom che loro gli diano una flautista con cui passare la serata; si può notare che, pur arrivando a pretendere addirittura quattro flautiste, non si mostra disponibile a nutrirle di tasca sua (qui si può individuare un parallelo colla vicenda di Gelasimo, che non viene nutrito nonostante i suoi servigi resi in qualità di cliens). Plauto tenta di far apparire Antifone antipatico e, quindi, autenticamente greco: Antifone racconta un "apologo", dice che andrà a fare un bagno nel "pyelum" e viene definito "graphicum" da Panfilippo (aggettivo che in greco significava "abile nello scrivere e nel disegnare", mentre nelle commedie di Plauto significa semplicemente "intelligente": fu probabilmente Plauto a introdurre questo significato). Antifonte viene quindi biasimato per aver tentato di far violare alle figlie i loro officia e per i suoi desideri erotici, sconvenienti per un uomo della sua età.

### Il parassita
Gelasimo, eternamente affamato, è un parassita che dipende strettamente dalle famiglie di Epignomo e Panfilippo per il suo sostentamento; si tratta di un riferimento ai numerosi cittadini liberi impoveriti dalla seconda guerra punica, a lungo combattuta in Italia, e costretti per sostentarsi a prestare come clientes i servizi più umili, anche quelli che in precedenza venivano prestati solo dai liberti; affermando di essere stato incinto per dieci anni come un elefante, si riferisce appunto agli elefanti usati da Annibale nella seconda guerra punica; inoltre gli spettatori, quando Gelasimo si rivolge direttamente a loro mettendosi all'asta, si sentono coinvolti nell'azione e sentono Gelasimo come romano.
Forse Plauto, riducendo la parte riguardante il modo in cui Gelasimo aveva mandato in rovina le famiglie dei suoi patroni e mettendogli in bocca vari riferimenti al mondo romano, tentò di rendere il parassita più simpatico rispetto al personaggio omologo della commedia di Menandro.
Si può anche notare che, essendo presente all'inizio della commedia un riferimento all’Odissea (Panegiride che si paragona a Penelope), i dieci anni durante i quali Gelasimo dice di essere stato incinto potrebbero essere un riferimento a Ulisse, il cui viaggio verso Itaca è durato dieci anni; Epignomo e Panfilippo, invece, sono stati all'estero appena per tre anni. Eppure Gelasimo viene respinto da casa dalla quale dipendeva: prima da Crocozia e Pinacio, poi da Panegiride, poi da Epignomo e infine da entrambi i fratelli.
Considerato che letteralmente Gelasimo significa "ridicolo" e che l'aggettivo ridicolus ricorre 8 volte nella commedia, alcuni hanno indicato la possibilità che Plauto si riconosca metateatralmente in Gelasimo: entrambi hanno la funzione di far ridere ed entrambi vendono delle spiritosaggini, come diceva Gelasimo nel suo monologo; inoltre Gelasimo nomina il suo pallium, forse alludendo al fatto che Plauto produce palliatae, e consulta dei libri per imparare le battute più divertenti, come fa Plauto nel ricavare dai suoi modelli il contenuto delle commedie.

### I mariti
Epignomo e Panfilippo, tornati dall'Asia con molte ricchezze, rifiutano a Gelasimo ciò che gli dovrebbero, essendo suoi patroni; il vecchio parassita, infatti, è stato rimpiazzato da nuovi parassiti provenienti dall'Asia, "ridicolissimi", e tutti i posti a tavola sono stati occupati da nove ambasciatori provenienti da Ambracia (che potrebbero corrispondere a quelli mandati a Roma da vari stati greci per lamentarsi delle aggressioni da parte del re di Macedonia Filippo V di Macedonia). Il fatto che Gelasimo sia l'unico a rimanere escluso dalla festa finale, scalzato da concorrenti stranieri, potrebbe essere stato un motivo di riflessione per gli spettatori della commedia. I due fratelli vengono quindi biasimati per aver violato i loro officia nei confronti di Gelasimo, anche se questo gesto poteva avere delle giustificazioni, e per aver concesso ad Antifone una flautista.

### Gli schiavi
Stico, Sagarino e Stefania, giunti ad Atene, danno vita ad un festino che viene descritto da Plauto con un'abbondanza di termini greci non riscontrabile nelle altre sue commedie (inoltre gli stessi aggettivi aequom e bonus vengono utilizzati per il cerimoniale del vino, stravolgendo totalmente quel tono intimistico che caratterizza l'inizio della commedia); oltre a sottolineare l'immoralità dei Greci (e degli schiavi), già accennata dal comportamento di Antifone, Plauto evidenzia il contrasto tra questo sfrenato festino e la disperazione di Gelasimo, tra le concessioni fatte agli schiavi e gli scherni rivolti al parassita: quest'ultimo, prima di andare ad impiccarsi, si lamenta della morte della benevolenza ("prothymia") degli uomini, mentre Stico usa poco dopo la stessa parola "prothymia" per elogiare tutte le bontà che aveva portato in vista del banchetto.

## Critica
Lo Stichus secondo George Eckel Duckworth "sfida pressoché ogni classificazione", dato che mancano molti dei personaggi tipici di Plauto: il giovane innamorato, lo schiavo intrigante, il padre istupidito e l'infido lenone. Questa commedia è stata spessa criticata per "una sostanziale povertà di contenuti, di azione e soprattutto una disorientante eterogeneità strutturale"; il giudizio sul fatto che sia mal strutturata è pressoché unanime. Il problema principale è comprendere l'oggetto della commedia: all'inizio compaiono due sorelle che attendono il ritorno dei rispettivi mariti, debolmente ostacolate dal loro vecchio padre; poi i mariti ritornano, ma non viene mostrato il loro incontro colle mogli; infine la commedia si chiude con un episodio sostanzialmente slegato dalla vicenda delle due coppie. Secondo Philip Whaley Harsh lo Stichus "ha meno trama rispetto a qualunque altra commedia latina"; secondo Anton Silbernagl lo Stichus non ha proprio una trama ed è un "dramma breve e non artistico"; secondo Gilbert Norwood lo Stichus è costituito da "tre semplici pezzi" non connessi tra loro ("le mogli abbandonate", vv. 1-401; "il ritorno a casa e il parassita deluso", vv. 402-640; "il festino degli schiavi", vv. 641-775) e anche secondo Duckworth "non c'è una vera trama". L'unico filo conduttore si può ravvisare nel modulo del rovesciamento: dai toni intimistici dell'inizio all'atmosfera libertina del finale.
Pur essendo tra le più brevi commedie latine, lo Stichus contiene il numero più considerevole di riferimenti al cibo, il decuplo rispetto a quelli presenti nel Curculio, un'altra commedia plautina in cui il parassita ha un ruolo di rilievo. Gelasimo, però, a differenza di Gorgoglione (il parassita del Curculio) non fa da aiutante al protagonista, ma ha come unica scopo quello di essere invitato a pranzo; inoltre, a differenza di Menecmo (il parassita dei Menaechmi), si lamenta spesso per il fallimento dei suoi tentativi.

### Una parodia delSimposiodi Platone?
D. D. Leitao ha ravvisato nelle affermazioni di Gelasimo riguardanti la sua discendenza dalla Fame una parodia del Simposio di Platone, che, se davvero ci fosse, dovrebbe essere attribuita a Menandro (è probabile che Plauto abbia effettuato delle modifiche ma difficilmente avrebbe potuto ideare una parodia del genere, essendo poco plausibile il fatto che conoscesse le opere di Platone). Le analogie ravvisate da Leitao sono: la genealogia (Gelasimo figlio di Fames, in greco Πεῖνα o Πείνη, Eros figlio di Penia, in greco Πενία; in greco si nota una certa somiglianza tra i due nomi); l'immagine del maschio gravido (presente in entrambi); il costante riferimento al pieno e al vuoto (mai presente negli altri discorsi dei parassiti di Plauto, potrebbe trattarsi di una metafora indicante il processo filosofico in generale).

### Punti di contatto conGli acarnesidi Aristofane
Vari studiosi hanno notato che il gioco di parole del verso 631 ("ex Gelasimo ... Catagelasimum": Catagelasimo è, in greco, "colui che ride alle spalle" di qualcuno, in questo caso di Epignomo stesso, che accusa Gelasimo di avergli dilapidato il patrimonio) sembra ispirato al verso 606 de Gli acarnesi di Aristofane ("κἀν Γέλα κἀν Καταγέλᾳ"). Friedrich Leo pensava che questo verso fosse stato mutuato dal modello greco, mentre Eduard Fraenkel pensava che fosse un'invenzione di Plauto e che questa somiglianza fosse una semplice coincidenza.
Giuseppe Mastromarco ritiene che la presenza di un gioco di parole del genere solo nello Stichus e ne Gli acarnesi sia una coincidenza troppo singolare per essere tale. Mastromarco, inoltre, pensa che ci sia un altro punto di contatto tra queste due commedie: nei versi 24-25 dello Stichus sono citati "monti dei Persiani, che si dice siano d'oro" e nei versi 82-83 de Gli acarnesi si parla del Gran Re di Persia, che aveva defecato per otto mesi sui "monti d'oro". L'espressione "monti d'oro persiani" fu creata da Aristofane e divenne proverbiale, eppure è citata solo in questi due passi. Visto che anche in altre commedie plautine sono stati individuate tracce di Aristofane, Mastromarco afferma che anche questi due passi sono certamente stati derivati dal commediografo greco; non si sa con certezza se Plauto conoscesse direttamente le opere di Aristofane (in particolare Gli Acarnesi) o le trovasse citate nei suoi modelli, in questo caso gli Adelphoi di Menandro.

## Successo
Nonostante le numerose critiche mosse dagli studiosi moderni, è possibile che lo Stichus abbia riscosso un certo successo nel 200 a.C., dato che quell'anno secondo Tito Livio i Ludi Plebeii furono ripetuti tre volte, comprese le rappresentazioni teatrali. Proprio nel mese di novembre le truppe romane sbarcarono in Grecia, dando inizio alla seconda guerra macedonica; l'impopolarità di questa guerra presso la plebe si può vedere riflessa all'interno della commedia, nella quale Plauto, presentando la rovina del parassita Gelasimo, mostra la povertà di molti comuni cittadini dell'epoca e si schiera decisamente dalla loro parte (l'edile Gneo Bebio, che fece rappresentare lo Stichus, forse era fratello del tribuno della plebe Quinto Bebio, che si oppose decisamente alla guerra in Macedonia).